# Die Götter Griechenlands
Die Götter Griechenlands ("Os Deuses da Grécia", em tradução livre) é um poema de Friedrich Schiller (1759-1805) escrito em 1788. Foi publicado primeiramente em Teutscher Merkur (revista literária de Christoph M. Wieland) e depois, em 1800, Schiller publicou uma segunda versão mais curta e cujo conteúdo não parecia atacar tão fortemente o cristianismo. Essa segunda versão exerceu uma grande influência na literatura alemã, o que se comprova na obra de Hölderlin e Novalis.

## Forma
O poema é escrito em padrão retórico. Seus quiasmos, amplificações e sentenças majestosas têm o fim de espelhar a gravidade dos paradoxos.
A obra é composta por 25 estrofes de oito versos com cinco ou quatro batidas (Final Verse) no estilo troqueu. Exatamente a metade do poema é o retrato idílico do mundo antigo, que é quebrado na metade da 13ª estrofe. "Onde eu passo? Este silêncio triste / eles anunciaram-me ao meu Criador? "(V. 101 f.)
Em 1869, Machado de Assis publicou uma versão brasileira de “Os Deuses da Grécia”. Para tal fez uso de uma tradução em prosa francesa. O poema foi publicado no livro de poesias Falenas.
A versão brasileira é composta de 31 estrofes de 4 versos cada uma, somando 124 versos, em comparação com a versão alemã resumida, que tem 16 estrofes de 8 versos cada uma, somando 128 versos.
Ao se comparar a versão alemã e a brasileira, se percebe que a tradução não é literal, o que permite que o poema em português seja entendido sem maiores dificuldades.